# Тарасюк, Леонид Никифорович
Леонид Никифорович Тарасюк — советский хозяйственный, государственный и политический деятель, Герой Социалистического Труда.

## Биография
Родился в 1928 году в Радомышльском районе. Член КПСС.
С 1946 года — на хозяйственной, общественной и политической работе. В 1946—1988 гг. — колхозник, звеньевой, бригадир, заместитель председателя, председатель колхоза имени Калинина Радомышльского района Житомирской области.
Указом Президиума Верховного Совета СССР от 30 апреля 1966 года присвоено звание Героя Социалистического Труда с вручением ордена Ленина и золотой медали «Серп и Молот».
Умер после 1988 года.

## Награды и звания
- Герой Социалистического Труда (30.04.1966).
- орден Ленина (30.04.1966)
- орден Октябрьской Революции (08.12.1973)
- орден Трудового Красного Знамени (26.02.1958, 08.04.1971, 24.12.1976)